# Tarachina zernyi
Tarachina zernyi är en bönsyrseart som beskrevs av Max Beier 1954. Tarachina zernyi ingår i släktet Tarachina och familjen Iridopterygidae. Inga underarter finns listade i Catalogue of Life.